# Miss Venezuela Mundo 2015
El Miss Venezuela Mundo 2015 fue la séptima (7º) edición del certamen Miss Venezuela Mundo, correspondiente al año 2015 se llevó a cabo en la ciudad de Caracas, Venezuela; el 4 de julio de 2015 en estudio 1 de Venevisión. 12 candidatas provenientes de diversas regiones del país concursaron por el título. Al final del evento, Debora Menicucci, Miss Venezuela Mundo 2014 coronó a Anyela Galante como su sucesora.
La noche final del concurso fue transmitida por la cadena Venevisión y por el portal oficial de Miss Venezuela en la web para todo el mundo; siendo un evento de dos horas y media de duración. Fue conducido por Kerly Ruiz y Jesús Alvarado, quienes ya condujeron el certamen en 2014; y Georges Biloune, segundo finalista de Mister Venezuela 2015 como animador especial. Los artistas que amenizaron la velada fueron la agrupación Guaco y "Los Nenes". La ganadora representará al país suramericano en el Miss Mundo 2015 que se celebrará el 19 de diciembre en Sanya, China.

## Resultados
| Resultado                                                | Candidata                                               |
| -------------------------------------------------------- | ------------------------------------------------------- |
| Miss Venezuela Mundo                                     | - Anyela Galante Salerno                                |
| Primera Finalista (Miss Venezuela Hispanoamericana 2015) | - Karielys Cuadros Rodríguez                            |
| Segunda Finalista                                        | - María José Brito Marcano                              |
| Finalistas (Top 5)                                       | - Marianna José Cedeño Gómez - María José Duque Montoya |

### Premios especiales
| Resultado                | Candidata                 |
| ------------------------ | ------------------------- |
| Miss Piernas Venus       | - Alexandra Martínez (#6) |
| Miss Confianza           | - María José Brito (#3)   |
| Miss Cabello Radiante    | - María José Duque (#9)   |
| Miss Belleza Responsable | - Karielys Cuadros (#10)  |
| Miss Sonrisa             | - Priscila Cardozo (#7)   |

## Jurado
- Osmel Sousa, presidente de la Organización Miss Venezuela.
- Yajaira Nuñez,  diseñadora y orfebre.
- Ysabel Rodríguez, presidenta de Andartu.
- Federica Guzmán, periodista.
- Andres Brand,  director de operaciones de tiendas Zara.
- Ivo Contreras, estilista oficial del Miss Venezuela.
- Hugo Espina, diseñador.
- Franklin Salomón, estilista y asesor de imagen.
- Gabriel Correa, Mister Venezuela 2015.

## Candidatas
12 participaron en el certamen:
(En la tabla se utiliza su nombre completo, los sobrenombres van entrecomillados y los apellidos utilizados como nombre artístico, entre paréntesis; fuera de ella se utilizan sus nombres "artísticos" o simplificados):

| Nro | Candidata                            | Edad | Ciudad Natal    |
| --- | ------------------------------------ | ---- | --------------- |
| 12  | Anyela Galante Salerno               | 24   | Guanare         |
| 10  | Karielys Cuadros Rodríguez           | 19   | Cantaura        |
| 3   | María José Brito Marcano             | 21   | Valencia        |
| 9   | María José Duque Montoya             | 18   | La Grita        |
| 5   | Marianna José Cedeño Gómez           | 20   | Puerto Ordaz    |
| 1   | Ada Lucía Bravo Roscigno             | 23   | Guanare         |
| 2   | Katherine del Carmen Perroni Coa     | 23   | Ciudad Bolívar  |
| 4   | Lany Sivett Sarcos Ferrer            | 23   | Maracaibo       |
| 6   | Alexandra Carolina Martínez Millares | 20   | Caracas         |
| 7   | Joselyn Priscilla Cardozo Arévalo    | 19   | Puerto Ayacucho |
| 8   | Lorent Estefania Vergara Rivera      | 26   | Santa Rita      |
| 11  | Rossana Guillermina Gil Betancourt   | 22   | Maracay         |

     Miss Venezuela Mundo
     1.ª Finalista
     2.ª Finalista
     Finalista (Top 5)
     Semifinalistas

## Datos acerca de las candidatas
- Karielys Cuadros participó en el Reina Hispanoamericana 2015, posicionándose como segunda finalista. Posteriormente, después de la destitución de la Virreina Hispanoamericana 2015, ascendió a primera finalista.
- María José Brito participó sin éxito en el Miss Venezuela 2015, representando al Estado Carabobo.
- Anyela Galante participó sin éxito en el Miss Mundo 2015.